# Phare de la Roque
Le phare de la Roque (désaffecté) est situé sur la pointe de la Roque, dominant l'estuaire de la Seine, sur la commune de Saint-Samson-de-la-Roque, dans le département de l'Eure.

## Description
C'est une maison-phare construite au XIXe siècle sur les plans de l'architecte Léonce Reynaud, perchée sur une falaise dominant l'estuaire à plus de 50 m avec un feu fixe blanc.
En 1900, il est électrifié avec un groupe électrogène à essence. Il est éteint depuis 1909.
De ce promontoire, situé entre la Risle et le Marais-Vernier, on peut apercevoir Le Havre, Honfleur, le pont de Normandie et le pont de Tancarville.
Le phare fait l’objet d’une inscription au titre des monuments historiques depuis le 15 septembre 2011.